# Вейши
Вейши́ (фр. Vaychis, окс. Vaissís / Vaishís) — коммуна во Франции, находится в регионе Окситания, недалеко от границы с Андоррой. Департамент коммуны — Арьеж. Входит в состав кантона Акс-ле-Терм. Округ коммуны — Фуа.
Код INSEE коммуны — 09325.

## Население
Население коммуны на 2008 год составляло 30 человек.
| 1962 | 1968 | 1975 | 1982 | 1990 | 1999 | 2008 |
| ---- | ---- | ---- | ---- | ---- | ---- | ---- |
| 49   | 59   | 44   | 37   | 26   | 33   | 30   |

## Экономика
В 2007 году среди 18 человек в трудоспособном возрасте (15—64 лет) 10 были экономически активными, 8 — неактивными (показатель активности — 55,6 %, в 1999 году было 70,6 %). Из 10 активных работали 9 человек (6 мужчин и 3 женщины), безработным был 1 (1 мужчина и 0 женщин). Среди 8 неактивных 0 человек были учащимися или студентами, 5 — пенсионерами, 3 были неактивными по другим причинам.